# Кастро, Хосе Альберто
Хосе Альберто Кастро (исп. José Alberto Castro, при рождении Хосе Альберто Саенс-Кастро (исп. José Alberto Sáenz-Castro); 31 мая 1963, Мехико) — мексиканский кино- и телепродюсер, режиссёр.

## Биография

### Карьера
Карьеру продюсера начал с сериалов с участием старшей сестры Вероники: «Богатые тоже плачут», «Моя маленькая Соледад», «Валентина». 8-кратный номинант на премию TVyNovelas при трёх победах (2000, 2011, 2016). В 2012 году был удостоен награды журнала People en Español за продюсирование теленовеллы «Та, что не может любить». В 2016 году в качестве режиссёра работал на телесериалом «Вино любви».

### Личная жизнь
Родился в семье Фаусто Саенса и Сокорро Кастро Альбы. Когда родители развелись, все четверо детей остались с матерью.
Хосе Альберто — брат актрис Вероники и Беатрис Кастро, продюсера Фаусто Херардо Саенса, дядя мексиканского певца Кристиана Кастро.
Был женат на актрисе и певице Анхелике Ривера. У них трое детей. В 2008 году пара распалась. В 2010 году она вышла замуж за Энрике Пенья, губернатора штата Мехико, ставшего в 2012 году президентом Мексики.
На съёмках сериала «Успешные сеньориты Перес» познакомился с молодой аргентинкой Гуадалупе Диагости, на которой женился.
Помимо двух браков имел отношения с французской актрисой мексиканского происхождения Анжелик Бойер, которая младше Кастро на 25 лет.